# Ampezzo
Ampezzo,also called Dimpec (tiếng Đức: Hayden)là một đô thị ở tỉnh Udine trong vùng Friuli-Venezia Giulia thuộc Ý, có cự ly khoảng 120 km về phía tây bắc của Trieste và khoảng 50 km về phía tây bắc của Udine. Tại thời điểm ngày 31 tháng 12 năm 2004, đô thị này có dân số 1.137 người và diện tích là 73,5 km².
Đô thị Ampezzo có các frazioni (đơn vị cấp dưới, chủ yếu là các làng) Cima Corso, Oltris, và Voltois.
Ampezzo giáp các đô thị: Forni di Sotto, Ovaro, Sauris, Socchieve.